# Тотман, Сэм
Сэм Тотман (англ. Sam Totman, полное имя Ian Samuel Totman, 26 апреля 1974 года в Лондоне, Великобритания) — британский музыкант и продюсер. Наиболее известен как гитарист, основатель и бессменный участник пауэр-металической группы DragonForce.

## Биография
Тотман родился в Великобритании, но в раннем возрасте его семья переехала в Новую Зеландию. Он начал играть на классической гитаре, когда ему было 9 лет. В 1993 году Тотман и басист/вокалист Линдси Доусон основали в Окленде блэк-металическую группу Demoniac. В группе Сэм взял псевдоним «Хеймдаль». После записи дебютного альбома группа переезжает в Лондон. В 1998 году в группу приходит Герман Ли.
В 1999 году группа распалась и Тотман вместе с Ли основали группу DragonHeart, позднее переименованную в DragonForce.
Вскоре клавишник Стив Уильямс и басист Стив Скотт покинули DragonForce и основали группу Power Quest. Тотман участвовал в записи демоальбома и первых двух студийных альбомов группы.
Тотман также является основателем группы Shadow Warriors, в которой выступает вместе с бывшим вокалистом DragonForce Зиппи Тертом.
Тотман является основным автором музыки и текстов в DragonForce.
Музыкой повлиявшей на него, он называет все «цепляющие» металические группы, а также музыку из видеоигр конца 80-х — начала 90-х годов.

## Награды и премии
- Metal Hammer Golden Gods 2009 — Лучший шред-гитарист (вместе с Германом Ли)
- Guitar World 2007 — Лучший молодой талант по версии читателей (вместе с Германом Ли)
- Guitar World 2007 — Лучший рифф по версии читателей
- Guitar World 2007 — Лучшее метал исполнение по версии читателей
- Total Guitar 2007 — Лучшее соло по версии читателей («Through the Fire and Flames»)
- Grammy Awards 2008 – Лучшее исполнение группы “DragonForce”
- Terrorizer 2006 — Лучшая группа “DragonForce” по версии читателей
- Terrorizer 2006 — Лучшее выступление “DragonForce” по версии читателей

## Дискография

### Demoniac
- 1993 — Rehearsal '93 (демо)
- 1994 — The Birth of Diabolic Blood" (демо)
- 1994 — Prepare for War
- 1996 — Stormblade
- 1999 — The Fire and the Wind

### DragonForce
- 2000 — Valley of the Damned (демо)
- 2003 — Valley of the Damned
- 2004 — Sonic Firestorm
- 2006 — Inhuman Rampage
- 2008 — Ultra Beatdown
- 2010 — Twilight Dementia
- 2012 — The Power Within
- 2014 — Maximum Overload
- 2017 — Reaching into Infinity

### Power Quest
- 2001 — The Power Quest Demo (демо)
- 2003 — Wings of Forever
- 2004 — Neverworld

### Shadow Warriors
- 2001 — Power of the Ninja Sword (демо)
- 2012 — Ninja Eclipse (демо)